# IC 3835
IC 3835 је спирална галаксија у сазвјежђу Ловачки пси која се налази на листи објеката дубоког неба у Индекс каталогу.
Деклинација објекта је + 40° 11' 12" а ректасцензија 12h 50m 55,8s. Привидна величина (магнитуда) објекта IC 3835 износи 15,2 а фотографска магнитуда 16,0.